# Excepția în caz de maximă urgență

## Excepția în caz  de maximă urgență
Argumentul principal pe care cei care pledează pentru acțiuni militare ca răspuns la acest tip de atacuri este acela că valori precum democrația sau liberalismul sunt amenințate prin intermediul acestora. Ca urmare, în fața unui asemenea pericol ar trebui să nu se mai țină cont de procedurile și regulile obișnuite, scopul imediat fiind apărarea acestor valori. În aceste condiții funcționează un alt principiu care afirmă că în situații limită, de criză, atunci când chiar existența unui stat, sau a valorilor unanim acceptate în lumea europeană sunt amenințate, atunci se pot trece peste anumite principii, cum sunt de exemplu cele de dreptate în război. Aceste încălcări ale principiilor se justifică prin necesitatea iminentă de a lua măsuri cât mai rapide și mai eficiente, în absența cărora totul ar fi pierdut.

## Argumentul lui J. Rawls din "The Law of People"
Este ceea ce John Rawls numea „excepția în caz de urgență maximă” în cartea sa „The Law of People”. Exemplul pe care acesta îl folosește pentru a descrie o situație în care se aplică supreme emergency exemption este cea prezentată de Michael Walzer , al Marii Britanii la începutul anului 1940. În acel moment Marea Britanie era singurul stat liberal european care nu fusese cucerit de către naziști, iar Statele Unite nu intraseră încă în război pentru a o sprijini. Mai mult, exista o amenințare clară din partea naziștilor, care doreau să distrugă conducerea britanică cât și stilul de viață britanic. Luând în considerare aceste fapte, ar fi fost justificat ca guvernul britanic să folosescă, conform excepției în caz de urgență maximă, orice mijloace pentru a-și apăra statul liberal (inclusiv deschiderea focului asupra noncombatanților, sabotajul, și alte acte de „terorism”).

## Interpretarea asupra istoriei
După cum ne arată exemplul de mai sus, această ideea a excepției în caz de maximă urgență reflectă o interpretare filosofică a istoriei, și anume aceea că atunci când un popor, o populație, sau o cultură se confruntă cu iminența anihilării ei, atunci ea va face, va trebui să facă tot ce îi stă în putință pentru a se salva. Este un fel de instinct de autoconservare care funcționează de data aceasta asupra comunităților, și care nu ține cont de reguli sau coduri comportamentale. 
Lăsând la o parte inadecvarea ce se poate observa între excepția în caz de urgență maximimă și atentatele de la 11 septembrie din Statele Unite, imagine tipică pe care o construim atunci când vorbim despre terorism, și menținându-ne la un nivel mai general, acestui argument i se poate aduce o obiecție destul de serioasă.

## Instituțiile – liant al culturilor pe care occidentul le conține
Occidentul (Europa și Statele Unite) cuprinde civilizații diferite, culturi diferite. Statele Unite reprezintă chiar un mozaic de culturi care au coexistat mai mult sau mai puțin pașnic pe parcursul istoriei. Vorbim despre o Europă multiculturală, despre Statele Unite spunem că reprezintă un model de coexistență pașnică a mai multor comunități diferite și chiar destul de puternice. Atunci când ne referim la occident o facem de obicei văzând în acesta o maturitate extraordinară și impresionantă în ceea ce privește multiculturalitatea și pluralismul. 
Ceea ce a făcut posibilă această “conviețuire” pașnică a nu a fost numai existența instituțiilor, care au reușit să facă aplicabile niște reguli abstracte și impersonale care au eliminat conflictele, ci divizarea și specializarea acestora pentru a se putea plia cât mai bine pe realitatea socială. Într-o lume în care popoarele de peste tot se definesc în termeni culturali, ce loc există pentru o societate atât de extinsă, fără un nucleu cultural și definită numai printr-un crez politic? Se pare că aceste instituții au reușit să creeze o cultură comună, un fel de supracultură: cea a libertății, a pluralismului, a democrației, a valorilor occidentale.

## Multiculturalism in viziunea lui Samuel Huntington
După cum observa Samuel P. Huntington , Statele Unite au jucat un rol important în acest proces de occidentalizare, care acum suferă un oarecare regres. Dacă Statele Unite se dez-occidentalizează, “occidentul devine o peninsulă mică situată la extremitatea masivelor întinderi eurasiatice” . Cu alte cuvinte trebuie acționat cu multă atenție atunci când vorbim de multiculturalism extins în afara occidentului. O îndepărtare de cultura europeană prin multiculturalism ar reprezenta un pericol, dar o apărare cu orice preț a acestei culturi ar putea genera tensiuni și pericole și mai mari. Procesul de extindere al instituțiilor europene spre Europa de Est este destul de firesc cât privește această unitate necesară valorilor occidentale.

## Instituții si valori
Dar trebuie să remarcăm faptul că instituțiile și valorile occidentale despre care vorbeam mai sus au permis formarea cât și consolidarea unei baze solide pentru cultura europeană. Renunțarea la aplicarea corectă a acestora tocmai într-un moment în care acestea sunt cele care se află în pericol marchează un început al căderii în desuietudine al lor. Stabilitatea culturii occidentale ar fi mult mai slăbită de acest proces intern, iar credibilitatea acestora ar scădea.